# Samuel Eto'o
Samuel Eto'o Fils (Douala, 10 de março de 1981) é um dirigente esportivo e ex-futebolista camaronês que atuava como atacante. Atualmente é o presidente da Federação Camaronesa de Futebol.

## Carreira

### Real Madrid
Samuel Eto'o chegou às categorias de base do Real Madrid em 1997, mas por ser menor de idade, só poderia treinar com o Real Madrid B, a equipe reserva do clube. Acontece que naquela temporada o Real Madrid B disputava a terceira divisão nacional, conhecida como Segunda División B, onde os jogadores não europeus não são permitidos. Então Eto'o foi então emprestado ao Leganés para jogar a Segunda Divisão da temporada 1997–98, amargando o décimo terceiro lugar. Depois de realizar 30 partidas pelo clube e marcar apenas quatro gols, voltou ao Real Madrid ao final daquela temporada. Foi novamente emprestado em janeiro de 1999, desta vez ao Espanyol, mas não conseguiu atuar em nenhuma partida pelo clube.

### Mallorca
Na temporada seguinte, na janela de transferências de inverno, o atacante foi para o Mallorca por empréstimo, marcando seis gols em 19 jogos. No final da temporada, Eto'o deixou o Real Madrid, assinando um acordo permanente com o Mallorca por um recorde de transferência do clube de 4,4 milhões de libras.
Em sua segunda temporada, marcou 11 gols e começou a atrair a atenção durante todo o campeonato. O presidente do clube, Mateo Alemany, falou sobre seu estilo de jogo: "Eu duvido que exista qualquer outro jogador no mundo que iria agradar mais aos torcedores neste momento." Eto'o comentou sobre sua ascensão ao estrelato: "Gosto de estar aqui no Mallorca, sempre fui bem tratado, os torcedores me apreciam e eu também tenho um contrato que vigor até 2007." Ele conquistou ainda mais a simpatia dos torcedores quando doou 30 mil euros em refeições para a viagem dos torcedores do Mallorca que foram assistir a final da Copa do Rei contra o Recreativo Huelva, em 2003. O Mallorca venceu o jogo 3 a 0, com Eto'o marcando os últimos dois gols que selaram a vitória. No entanto, seu comportamento volátil resultou em diversos incidentes fora de campo. Bartolome Terrassa, um jornalista da televisão, apresentou uma queixa formal após um encontro com Eto'o no estacionamento do clube, acusando o jogador de dizer: "Da próxima vez, você não vai escapar, eu vou matar você". No entanto, este não foi o primeiro incidente envolvendo o jogador, que no ano anterior havia sido acusado por seu ex-agente, Daniel Argibeaut, de tê-lo assaltado com quatro cúmplices. Daniel Argibeaut afirmou: "Eles então tiraram meus sapatos, o que nos Camarões significa que estou ameaçado de morte."
Eto'o saiu do Mallorca como maior artilheiro da história do clube com 54 gols em competições nacionais quando assinou com o Barcelona no verão de 2004 por 24 milhões de euros após longas negociações de três vias com Mallorca e Real Madrid. Inicialmente, o presidente do Real Madrid, Florentino Pérez, queria comprar de volta os direitos da transmissão integral e emprestá-lo novamente, mas acabou que o negócio com o Barcelona provou ser lucrativo o suficiente para garantir uma venda. Além disso, o Real Madrid já contava em seu elenco com os três jogadores não europeus permitidos.

### Barcelona

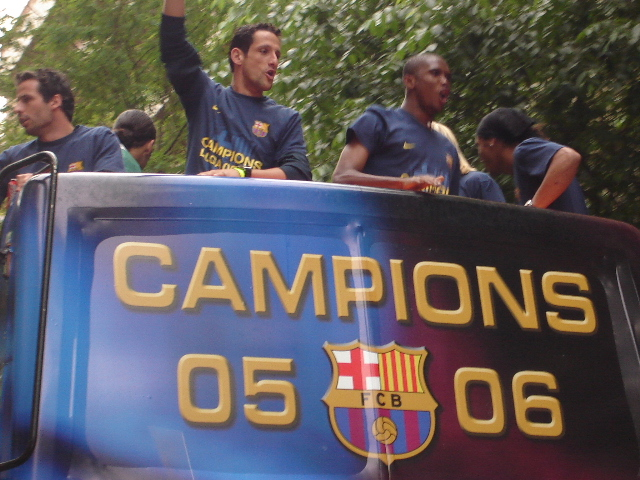
Os autores dos gols na final da Liga dos Campeões de 2006 em meio aos festejos: Belletti e Samuel Eto'o

Eto'o fez sua estreia pelo clube na abertura da temporada, contra a equipe do Racing de Santander, no dia 29 de agosto de 2004. Após o Barcelona conquistar o título da La Liga de 2004–05, a equipe organizou uma festa no Camp Nou, durante a qual Eto'o exaltou aos fãs cantando "Madrid, cabrón, saluda al campeón" (Madrid, seus bastardos, saúdem os campeões). A Real Federação Espanhola de Futebol multou o camaronês em doze mil euros por seus comentários, sendo que depois ele se desculpou. O atacante lamentou e pediu perdão do Real Madrid, seu primeiro time profissional. O chefe da federação do clube de fãs do Real Madrid ficou impressionado e afirmou: "Esse cara é um jogador fantástico, mas ele deixa muito a desejar como pessoa".
Eto'o renovou com o Barcelona em junho de 2005, assinando um novo contrato válido até 2008 e recebendo um ajuste salarial. Poucos dias depois, o jovem e promissor Lionel Messi fechou um acordo semelhante.
Depois de perder o Troféu Pichichi do ano anterior, prêmio dado ao artilheiro da La Liga, o camaronês superou David Villa, atacante do Valencia, na última rodada da La Liga, no dia 20 de maio de 2006, quando ele marcou seu 26º gol na temporada contra o Athletic Bilbao. Eto'o foi muito gentil com os seus companheiros após o jogo, dizendo: "Tem sido um esforço da equipe, embora apenas uma pessoa receba o prêmio. Trabalhamos arduamente durante toda a temporada e agora recebemos a nossa justa recompensa."
Eto'o também contribuiu com seis gols durante a corrida do Barcelona rumo ao título da Liga dos Campeões da UEFA de 2005–06. Na final, o goleiro do Arsenal, Jens Lehmann, foi expulso logo no início da partida por derrubar Eto'o fora da área, e os catalães se esforçaram para tirar vantagem de um homem a mais na partida, até que Eto'o marcou o gol de empate no segundo tempo. O Barcelona vencendo por 2 a 1, com um gol do lateral-direito Belletti, e Eto'o foi premiado como o Melhor Atacante do Ano pela UEFA pelos seus feitos na campanha europeia.

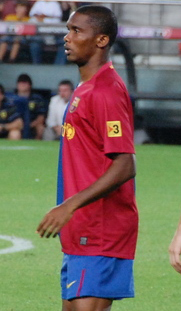
Eto'o atuando pelo Barcelona em 2008

O camaronês também ganhou um histórico de ser premiado pela terceira vez consecutiva como Jogador Africano do Ano naquela temporada. Ele afirmou em seu discurso de agradecimento:
| “ | Acima de tudo, dedico isso a todos os filhos da África. | ” |

Ele também foi escolhido pela segunda vez pela FIFPro World XI e terminou em terceiro na disputa pelo prêmio de Melhor Jogador do Mundo FIFA no ano de 2005, tornando-se apenas o segundo jogador africano a ficar entre os três primeiros colocados.

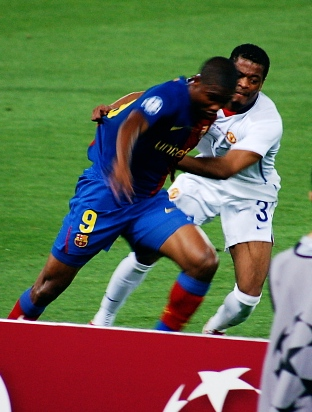
Samuel Eto'o em sua última partida pelo Barça, na vitoriosa final da Liga dos Campeões de 2009, em que ele marcou o primeiro gol

A temporada 2006–07 não começou bem para Eto'o; ele rompeu o menisco do joelho direito no dia 27 de setembro de 2006, contra o Werder Bremen, num jogo válido pela Liga dos Campeões da UEFA. O médico da equipe do Barcelona inicialmente estimou que a lesão o deixaria de fora entre dois e três meses. Após a operação, o tempo de recuperação do camaronês foi prorrogado por cinco meses, mas ele voltou a treinar com o Barcelona no início de janeiro de 2007.
Eto'o se recusou a entrar como substituto em uma partida da La Liga, contra o Racing Santander, no dia 11 de fevereiro de 2007. O técnico do Barcelona, Frank Rijkaard, disse após a partida: "Ele não quis vir, eu não sei porquê." Ronaldinho foi crítico das ações de Eto'o, dizendo que o camaronês não estava colocando a equipe em primeiro lugar, mas o atacante refutou o comentário, alegando que ele não entrou na partida por não ter um tempo correto de aquecimento. Três meses depois, Eto'o disse:
| “ | Este tipo de coisas geralmente são apenas especulação e não vêm até mim. No entanto, se é verdade que sou um problema para minha equipe, então eu irei. Mas como eu disse, estou feliz aqui. A imprensa pode escrever o que quiserem. | ” |

Após os comentários, o presidente do Barcelona, Joan Laporta, foi rápido para reprimir os rumores de transferências envolvendo Eto'o e Ronaldinho Gaúcho. O camaronês brilhou no dia 12 de janeiro de 2008, contra o Real Murcia, no Camp Nou, ao marcar dois gols na goleada por 4 a 0, válida pela La Liga. Pouco mais de um mês depois, no dia 24 de fevereiro, na goleada de 5 a 1 contra o Levante, Eto'o marcou seu primeiro hat-trick da carreira. Ele terminou a temporada com um total de 18 gols em 28 partidas.
Com a chegada de Josep Guardiola para a temporada 2008–09, Eto'o envolveu-se numa conturbada relação com o treinador, que desejava a sua saída. O atacante, que tinha contrato até 2010, recusou as propostas do futebol inglês e continuou no Barça.
Depois de uma lesão no menisco em 28 de agosto de 2008, durante um amistoso contra a Internazionale, Eto'o foi afastado por tempo indeterminado. Em 17 de outubro, no meio do seu período de recuperação, ele ganhou a cidadania espanhola. O atacante foi liberado para jogar novamente em 4 de dezembro, e voltou a jogar uma semana depois na La Liga, na vitória do Barcelona por 2 a 1 sobre o Deportivo La Coruña. Já no dia 25 de outubro, após balançar as redes três vezes em 23 minutos, na goleada por 5 a 0 sobre o Almería, marcou o hat-trick mais rápido da história do clube. Apenas dois jogos depois, no dia 8 de novembro, contra o Real Valladolid, o atacante marcou quatro gols no primeiro tempo da partida, que terminou com o Barça goleando por 6 a 0.
Em 29 de novembro, ele marcou seu 111º gol pelo Barcelona na vitória por 3 a 0 sobre o Sevilla, deixando-o entre os dez maiores artilheiros do clube de todos os tempos.
Em 14 de fevereiro de 2009, ele marcou seu 99º e seu centésimo gol pelo Barcelona na La Liga, no empate em 2 a 2 com o Real Betis. Dias depois, Eto'o marcou o seu trigésimo gol da temporada em uma partida contra o Real Valladolid, válida pela La Liga. Com a vitória de 1 a 0, o Barcelona manteve uma vantagem de seis pontos sobre o Real Madrid. O camaronês também marcou contra o Villarreal, no jogo que colocou o Barcelona a um ponto de levantar o troféu do Campeonato Espanhol. Já na Liga dos Campeões da UEFA, Eto'o abriu o placar contra o Manchester United de Alex Ferguson. O Barcelona terminou campeão, vencendo a partida por 2 a 0, completando assim a tríplice coroa.

### Internazionale
Depois do lateral-esquerdo Maxwell completar sua transferência da Internazionale, Joan Laporta confirmou que houve um acordo de princípio entre Barcelona e Internazionale por Zlatan Ibrahimović, em troca de Eto'o e 46 milhões de euros. Depois de Ibrahimović ter concordado os termos contratuais com o Barcelona, o time italiano anunciou Eto'o, que viajaria para Milão para fazer os exames médicos e completar a transferência.

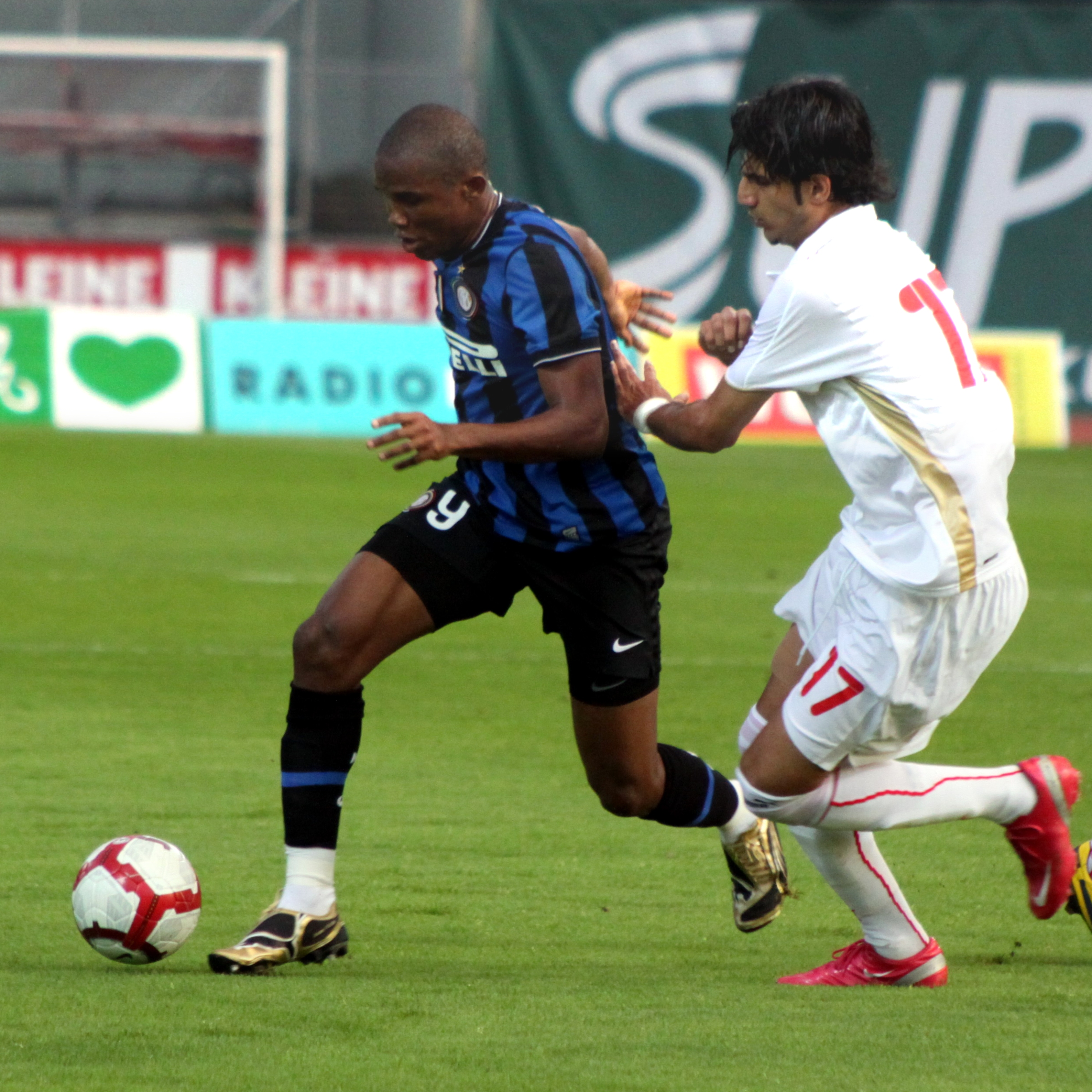
Eto'o nos tempos de Internazionale

Em 27 de julho de 2009, Eto'o passou pelos exames médicos e assinou por cinco anos com a Internazionale. Em sua primeira coletiva de imprensa em Milão, ele declarou que era onde ele queria estar e se recusou a comparações a Ibrahimović, dizendo:
| “ | Eu sou Samuel Eto'o e eu não quero me comparar a ninguém. Acredito que as vitórias que eu conquistei até agora podem contribuir para dar o valor correto para o meu nome. | ” |

O atacante marcou seu primeiro gol pela Inter no dia 8 de agosto, na derrota de 2 a 1 contra a Lazio, em jogo válido pela Supercopa da Itália. Duas semanas depois, Eto'o marcou de pênalti contra o Bari em seu primeiro jogo na Serie A. No jogo seguinte, no Derby de Milão, Eto'o sofreu pênalti após ter sido derrubado na área pelo volante Gennaro Gattuso. Eto'o marcou novamente no dia 13 de setembro, contra o Parma, o seu primeiro gol com bola rolando em uma partida da Serie A.
No final de setembro de 2009, Eto'o exigiu quase 2,75 milhões de libras do Barcelona depois de sua transferência para a Inter.[carece de fontes?] Em dezembro de 2009, ficou na quinta colocação na eleição do prêmio Ballon d'Or, da revista France Football. O prêmio foi conquistado por seu ex-companheiro Lionel Messi.
Pela Serie A, Eto'o continuava balançando as redes, tendo feito mais dois gols durante uma emocionante vitória sobre o Palermo, que terminou com o placar de 5 a 3 favorável a Inter, com os outros dois marcados por Mario Balotelli e um de Diego Milito. O camaronês também marcou nas oitavas de final da Liga dos Campeões da UEFA contra o Chelsea, no jogo de volta realizado no dia 16 de março de 2010, que permitiu a classificação da Inter para as quartas de final. Já no dia 5 de maio, Eto'o e seus companheiros de equipe ajudaram a Inter a levantar a taça da Copa da Itália depois de derrotar a Roma por 1 a 0 no Stadio Olimpico, com gol do argentino Diego Milito.
Em 22 de maio, Eto'o jogou a terceira final de Champions League de sua carreira, e com o triunfo da Inter sobre o Bayern de Munique por 2 a 0 (dois gols de Diego Milito), tornou-se o único jogador a conquistar a tríplice coroa (Campeonato, Copa e Liga dos Campeões) por duas temporadas consecutivas, pelo Barcelona e posteriormente pela Inter.
Três meses depois, no dia 21 de agosto, Eto'o marcou duas vezes pela Internazionale contra a Roma, na vitória por por 3 a 1 que rendeu a conquista do título da Supercopa da Itália de 2010. Seu primeiro hat-trick pela Internazionale ocorreu na Liga dos Campeões contra o Werder Bremen, no dia 29 de setembro de 2010. A Internazionale venceu o jogo por 4 a 0, e Eto'o pronunciou-se após a partida:
| “ | Vamos ser humildes, pois sabemos que existem os outros lá fora, que são melhores do que nós, por isso vamos apenas ter um jogo de cada vez e nós vamos ver até onde chegamos. | ” |

### Anzhi Makhachkala
No dia 23 de agosto de 2011, o Anzhi Makhachkala, da Rússia, chegou a um acordo com a Internazionale pela contratação de Eto'o por 27 milhões de euros, que assinou um vínculo válido por três temporadas. Com este contrato, esperava-se que o camaronês se tornasse o jogador mais bem pago do mundo, ganhando cerca de 20 milhões de euros anuais – o que foi desmentido pelo porta-voz do clube.

### Chelsea
Já no dia 29 de agosto de 2013, Eto'o foi apresentado oficialmente como jogador do Chelsea, assinando com o clube inglês por um ano.

### Everton
Foi apresentado oficialmente como jogador do Everton no dia 26 de agosto de 2014, assinando por duas temporadas.

### Sampdoria
No dia 24 de janeiro de 2015, assinou por dois anos e meio com a Sampdoria. O atacante permaneceu somente por seis meses no clube italiano, tendo marcado apenas dois gols em 18 jogos.

### Antalyaspor
Firmou com o Antalyaspor, da Turquia, em junho de 2015, assinando por três temporadas.
Eto'o foi afastado do elenco em setembro de 2016, devido a um comentário de teor racista em sua conta no Instagram. Depois negou que foi dirigida ao presidente do clube, Ali Şafak Öztürk, que o havia criticado por sua baixa performance. No entanto, o atacante foi reintegrado no dia 2 de outubro.

### Konyaspor
Foi contratado pelo Konyaspor, também da Turquia, no dia 31 de janeiro de 2018, assinando contrato válido por 18 meses. No entanto, permaneceu no clube por apenas seis meses, encerrando seu vínculo por mútuo acordo.

### Aposentadoria
Anunciou oficialmente a sua aposentadoria no dia 6 de setembro de 2019, aos 38 anos.

## Seleção Nacional
Eto'o ganhou sua primeira chance na Seleção Camaronesa um dia antes de seu aniversário de dezesseis anos, em um amistoso em que Camarões perdeu por 5 a 0 para a Costa Rica. Em 1998, ele foi o mais jovem participante da Copa do Mundo daquele ano; na sua primeira aparição a sua Seleção perdeu de 3 a 0 para a Itália no dia 17 de junho de 1998, já com dezessete anos.

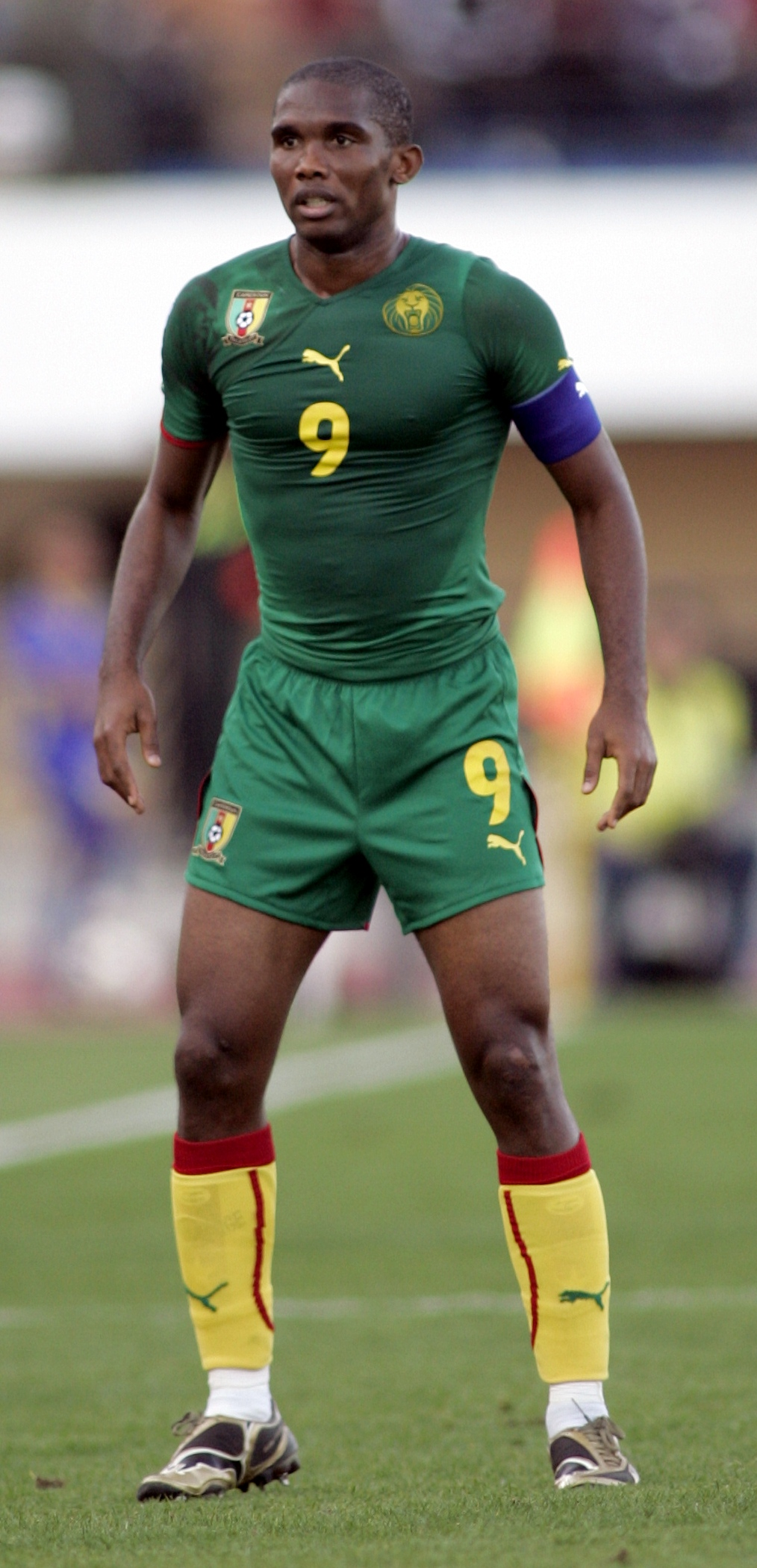
Eto'o atuando pela Seleção Camaronesa em 2009

Eto'o fez parte das seleções que venceram em 2000 e 2002 a Copa das Nações Africanas, e foi medalhista de ouro nos Jogos Olímpicos de 2000. Na Copa das Confederações FIFA de 2003, em que Camarões terminou como vice-campeã, ele marcou seu único gol na fase de grupos no jogo em que o Brasil perdeu de 1 a 0 no dia 19 de junho. Camarões foi eliminado nas quartas de final da Copa das Nações Africanas de 2006, após Eto'o perder o pênalti decisivo na disputa por pênaltis que foi vencida pela Costa do Marfim por 12 a 11 após um empate em 1 a 1 no tempo normal, mas mesmo assim, Eto'o terminou como o artilheiro do torneio com cinco gols. Ele perdeu um treino da equipe antes as quartas de finais para participar da cerimônia de entrega de prêmio de Futebolista Africano do Ano em Togo.
Na Copa das Nações Africanas de 2008, Eto'o tornou-se o maior artilheiro (junto com Laurent Pokou) da história da competição, depois de marcar seu décimo quarto gol de pênalti contra a Zâmbia, em 26 de janeiro de 2008. No jogo seguinte contra o Sudão em 30 de janeiro, Eto'o converteu outro pênalti para se tornar, de forma isolada, o maior artilheiro de todos os tempos do torneio, seguido por outro gol na mesma partida. Ele terminou como o artilheiro do torneio pelo segundo ano consecutivo, igualando o seu total de 2006 de cinco gols.
No dia 31 de maio de 2008, Eto'o envolveu-se em uma polêmica ao desferir uma cabeçada no repórter Philippe Bony, após um incidente numa conferência de imprensa de sua Seleção. Bony sofreu uma lesão, mas Eto'o mais tarde pediu desculpas pela briga, oferecendo-se para pagar as despesas médicas de Bony.
Nas Eliminatórias da Copa do Mundo FIFA de 2010, na partida contra Gabão, Eto'o marcou um gol aos 22 minutos do segundo tempo. No segundo jogo ele novamente marcou outro gol. O atacante voltou a balançar as redes nas Eliminatórias durante o segundo jogo contra o Marrocos em que Camarões venceu por 2 a 0 e garantiu a vaga para a Copa do Mundo FIFA de 2010.
Em 19 de junho de 2010, Eto'o marcou um gol na Copa do Mundo, realizada na África do Sul, ainda na fase de grupos contra a Dinamarca, a partir de um erro de Christian Poulsen. No entanto, os camaroneses acabaram perdendo o jogo por 2 a 1 e foram eliminados da Copa. Eto'o descreveu esta eliminação como a maior decepção de sua carreira. Em dezembro de 2010, Eto'o se tornou o primeiro jogador na história a ser eleito o Futebolista Africano do Ano por quatro vezes.
No dia 16 de dezembro de 2011, Eto'o envolveu-se em mais uma polêmica ao ser suspenso por quinze jogos pelo Federação Camaronesa de Futebol, após ter sido apontado como responsável por uma greve dos jogadores antes de um amistoso contra a Argélia, no início do ano seguinte.
| “                                                      | O Comitê de Disciplina da Federação decidiu fixar uma suspensão exemplar para Eto'o por sua responsabilidade como capitão do time camaronês. A greve dos jogadores começou por muitas razões e as gratificações não são a causa principal. | ” |
| — Tombi Roko, secretário-geral da Federação Camaronesa | |   |

A suspensão foi reduzida para oito meses em janeiro de 2012, fazendo com que Eto'o ficasse fora de apenas quatro jogos e retornou a Seleção Camaronesa para a disputa das Eliminatórias Africanas para a Copa do Mundo de 2014. Mas se envolveu-se em mais uma polêmica, ao exigir que o então treinador da Seleção, o alemão Volker Finke, escalasse Idriss Carlos Kameni e Pierre Webó na equipe titular.
Ainda participou da Copa do Mundo FIFA de 2014, disputando a partida contra o México para, no dia 27 de agosto de 2014, anunciar sua aposentadoria definitiva da Seleção.

## Estatísticas
Atualizadas até 7 de dezembro de 2017

### Clubes
| Clube             | Temporada         | Liga  | Liga | Copa  | Copa | Competições europeias | Competições europeias | Copa do Mundo de Clubes da FIFA | Copa do Mundo de Clubes da FIFA | Total | Total |
| Clube             | Temporada         | Jogos | Gols | Jogos | Gols | Jogos                 | Gols                  | Jogos                           | Gols                            | Jogos | Gols  |
| ----------------- | ----------------- | ----- | ---- | ----- | ---- | --------------------- | --------------------- | ------------------------------- | ------------------------------- | ----- | ----- |
| Leganés           | 1997–98           | 28    | 3    | 2     | 1    | –                     | –                     | –                               | –                               | 30    | 4     |
| Leganés           | Total             | 28    | 3    | 2     | 1    | –                     | –                     | –                               | –                               | 30    | 4     |
| Real Madrid       | 1998–99           | 1     | 0    | 0     | 0    | 0                     | 0                     | –                               | –                               | 1     | 0     |
| Real Madrid       | 1999–00           | 2     | 0    | 0     | 0    | 3                     | 0                     | –                               | –                               | 5     | 0     |
| Real Madrid       | Total             | 3     | 0    | 0     | 0    | 3                     | 0                     | –                               | –                               | 6     | 0     |
| Espanyol          | 1999–00           | 0     | 0    | 0     | 0    | –                     | –                     | –                               | –                               | 0     | 0     |
| Espanyol          | Total             | 0     | 0    | 0     | 0    | –                     | –                     | –                               | –                               | 0     | 0     |
| Mallorca          | 1999–00 (emp.)    | 13    | 6    | 0     | 0    | –                     | –                     | –                               | –                               | 13    | 6     |
| Mallorca          | 2000–01           | 28    | 11   | 5     | 2    | –                     | –                     | –                               | –                               | 33    | 13    |
| Mallorca          | 2001–02           | 30    | 6    | 1     | 1    | 9                     | 3                     | –                               | –                               | 40    | 10    |
| Mallorca          | 2002–03           | 30    | 14   | 6     | 5    | –                     | –                     | –                               | –                               | 36    | 19    |
| Mallorca          | 2003–04           | 32    | 17   | 3     | 1    | 7                     | 4                     | –                               | –                               | 42    | 22    |
| Mallorca          | Total             | 133   | 54   | 15    | 9    | 16                    | 7                     | –                               | –                               | 164   | 70    |
| Barcelona         | 2004–05           | 37    | 25   | 1     | 0    | 7                     | 4                     | –                               | –                               | 45    | 29    |
| Barcelona         | 2005–06           | 35    | 26   | 2     | 2    | 11                    | 6                     | –                               | –                               | 48    | 34    |
| Barcelona         | 2006–07           | 19    | 11   | 4     | 1    | 4                     | 1                     | –                               | –                               | 27    | 13    |
| Barcelona         | 2007–08           | 18    | 16   | 3     | 1    | 7                     | 1                     | –                               | –                               | 28    | 18    |
| Barcelona         | 2008–09           | 36    | 30   | 4     | 0    | 12                    | 6                     | –                               | –                               | 52    | 36    |
| Barcelona         | Total             | 145   | 108  | 14    | 4    | 41                    | 18                    | –                               | –                               | 200   | 130   |
| Internazionale    | 2009–10           | 32    | 12   | 3     | 2    | 13                    | 2                     | –                               | –                               | 48    | 16    |
| Internazionale    | 2010–11           | 35    | 21   | 5     | 7    | 13                    | 9                     | 2                               | 1                               | 55    | 38    |
| Internazionale    | 2011–12           | 0     | 0    | 1     | 0    | 0                     | 0                     | –                               | –                               | 1     | 0     |
| Internazionale    | Total             | 67    | 33   | 9     | 9    | 26                    | 11                    | 2                               | 1                               | 104   | 54    |
| Anzhi Makhachkala | 2011–12           | 22    | 13   | 1     | 0    | 0                     | 0                     | –                               | –                               | 23    | 13    |
| Anzhi Makhachkala | 2012–13           | 25    | 10   | 3     | 2    | 16                    | 9                     | –                               | –                               | 44    | 21    |
| Anzhi Makhachkala | 2013–14           | 4     | 2    | 0     | 0    | 0                     | 0                     | –                               | –                               | 4     | 2     |
| Anzhi Makhachkala | Total             | 51    | 25   | 4     | 2    | 16                    | 9                     | –                               | –                               | 71    | 36    |
| Chelsea           | 2013–14           | 21    | 9    | 5     | 0    | 9                     | 3                     | -                               | -                               | 35    | 12    |
| Chelsea           | Total             | 21    | 9    | 5     | 0    | 9                     | 3                     | -                               | -                               | 35    | 12    |
| Everton           | 2014–15           | 14    | 3    | 2     | 0    | 4                     | 1                     | -                               | -                               | 20    | 4     |
| Everton           | Total             | 14    | 3    | 2     | 0    | 4                     | 1                     | -                               | -                               | 20    | 4     |
| Sampdoria         | 2014–15           | 18    | 2    | -     | -    | -                     | -                     | -                               | -                               | 18    | 2     |
| Sampdoria         | Total             | 18    | 2    | -     | -    | -                     | -                     | -                               | -                               | 18    | 2     |
| Antalyaspor       | 2015–16           | 31    | 20   | 2     | 0    | -                     | -                     | -                               | -                               | 33    | 20    |
| Antalyaspor       | 2016–17           | 10    | 5    | 0     | 0    | -                     | -                     | -                               | -                               | 10    | 5     |
| Antalyaspor       | Total             | 41    | 25   | 2     | 0    | -                     | -                     | -                               | -                               | 43    | 25    |
| Total na carreira | Total na carreira | 525   | 263  | 52    | 23   | 113                   | 48                    | 2                               | 1                               | 691   | 337   |

### Seleção Camaronesa
| Ano   |       |      |
| Ano   | Jogos | Gols |
| ----- | ----- | ---- |
| 1997  | 3     | 0    |
| 1998  | 5     | 0    |
| 1999  | 1     | 0    |
| 2000  | 9     | 5    |
| 2001  | 8     | 2    |
| 2002  | 13    | 5    |
| 2003  | 7     | 2    |
| 2004  | 9     | 4    |
| 2005  | 6     | 1    |
| 2006  | 5     | 5    |
| 2007  | 3     | 1    |
| 2008  | 11    | 11   |
| 2009  | 9     | 5    |
| 2010  | 12    | 8    |
| 2011  | 9     | 4    |
| 2012  | 2     | 0    |
| 2013  | 4     | 2    |
| 2014  | 3     | 1    |
| Total | 118   | 56   |

## Títulos
Mallorca
- Copa do Rei: 2002–03

Barcelona
- La Liga: 2004–05, 2005–06 e 2008–09
- Supercopa da Espanha: 2005 e 2006
- Liga dos Campeões da UEFA: 2005–06 e 2008–09
- Copa do Rei: 2008–09

Internazionale
- Copa da Itália: 2009–10 e 2010–11
- Serie A: 2009–10
- Liga dos Campeões da UEFA: 2009–10
- Supercopa da Itália: 2010
- Copa do Mundo de Clubes da FIFA: 2010

Seleção Camaronesa Sub-23
- Medalha de ouro nos Jogos Olímpicos: 2000

Seleção Camaronesa
- Copa das Nações Africanas: 2000 e 2002

### Prêmios individuais
- Jogador Jovem Africano do Ano: 2000
- Futebolista Africano do Ano: 2003, 2004, 2005 e 2010
- ESM Equipe do Ano: 2004–05, 2005–06, 2008–09 e 2010–11
- FIFPro: 2005 e 2006
- Time do Ano da UEFA: 2005 e 2006
- Terceiro Melhor Jogador do Mundo pela FIFA: 2005
- Pichichi: 2005–06
- Melhor atacante da Liga dos Campeões da UEFA: 2005–06
- Atacante do Ano da UEFA: 2005–06
- Homem-do-jogo na final da Liga dos Campeões da UEFA: 2006
- Bola de Ouro do Mundial de Clubes da FIFA: 2010
- 54º melhor jogador do ano de 2012 (The Guardian)[38]
- Seleção do Campeonato Russo: 2012–13
- Prêmio Golden Foot: 2015

### Artilharias
- La Liga de 2005–06 (26 gols)
- Campeonato Africano das Nações de 2006 (5 gols)
- Campeonato Africano das Nações de 2008 (5 gols)
- Supercopa da Itália de 2010 (2 gols)
- Copa da Itália de 2010–11 (5 gols)

### Recordes e marcas
- Maior artilheiro da história do Mallorca: 70 gols[39]
- Maior artilheiro da Copa das Nações Africanas: 18 gols[40]
- Maior artilheiro da Seleção Camaronesa: 56 gols[41]
- 8° Maior artilheiro do Barcelona: 131 gols[42]